# Arenaria arcuatociliata
Arenaria arcuatociliata är en nejlikväxtart som beskrevs av G. López González och G. Nieto Feliner. Arenaria arcuatociliata ingår i släktet narvar, och familjen nejlikväxter. Inga underarter finns listade i Catalogue of Life.